# Ukum (Campeche)
Ukum es una localidad del estado mexicano de Campeche. Es parte del municipio de Hopelchén.

## Toponimia
El nombre «Ukum» proviene del término en maya úukum, lechuza.

## Demografía
| Gráfica de evolución demográfica |
|                                  |

| Censo | Población |
| ----- | --------- |
| 1910  | 49        |
| 1921  | 146       |
| 1930  | 152       |
| 1940  | 169       |
| 1950  | 258       |
| 1960  | 321       |
| 1970  | 535       |
| 1980  | 749       |
| 1990  | 1 143     |
| 2000  | 1 573     |
| 2010  | 2 019     |
| 2020  | 2 244     |